# Fricativa faríngea sorda
La fricativa faríngea sorda es un tipo de sonido consonántico, usado en algunas lenguas habladas. El símbolo en el alfabeto fonético internacional que representa este sonido es una H barrada (ħ), como la que se usa en idioma maltés para representar este sonido. En la transcripción del árabe y otros idiomas semíticos se transcribe a menudo como una H con punto suscrito (ḥ). 

## Características
Características de la fricativa faríngea sorda:
- Su forma de articulación es fricativa, lo que significa que se produce al dirigir el flujo de aire a través de un canal estrecho en el lugar de articulación, causando turbulencia.
- Su lugar de articulación es faríngeo, lo que significa que se articula con la raíz de la lengua contra la parte posterior de la garganta (la faringe).
- Su fonación es sorda, lo que significa que se produce sin vibraciones de las cuerdas vocales. En algunas lenguas las cuerdas vocales están activamente separadas, por lo que siempre es sorda; en otras las cuerdas están laxas, de modo que puede tomar la sonoridad de sonidos adyacentes.
- Es una consonante oral, lo que significa que el aire se le permite escapar solo por la boca.
- Debido a que el sonido no se produce con el flujo de aire sobre la lengua, la dicotomía central-lateral no se aplica.
- El mecanismo de la corriente de aire es pulmonar, lo que significa que se articula empujando el aire sólo con los pulmones y el diafragma, como en la mayoría de los sonidos.

## Aparición en distintas lenguas
Este sonido es la realización más citada de la letra semítica hēth, que se da en todos los dialectos del árabe, el siríaco clásico, así como el hebreo bíblico y tiberiano, pero solo una minoría de hablantes del hebreo moderno. También ha sido reconstruido como existente en la lengua del Antiguo Egipto, una lengua afroasiática relacionada. El hebreo moderno no oriental ha fusionado la fricativa faríngea sorda con la fricativa velar sorda. Sin embargo, los estudios fonéticos han demostrado que las llamadas fricativas faríngeas sin voz de las lenguas semíticas no suelen ser faríngeas (sino más bien epiglotales) ni fricativas (sino más bien aproximantes).
- Abaza: хIахъвы [ħaqʷǝ] roca
- Abjasio: ҳара [ħaˈra] nosotros
- Árabe: حال [ħaːl] situación
- Cabilio: ⴰⵃⴻⴼⴼⴰⴼ (aḥeffaf) [aħəfːaf] peluquero
- Finlandés: tähti [tæħti] estrella
- Gallego: ghato [ˈħatʊ] gato . Alófono de /g/. Véase gheada
- Hebreo: חַשְׁמַל [ħaʃˈmal] electricidad
- Inglés: hat [ħaʔt] sombrero [cita requerida]
- Maltés: wieħed [wiħːet] uno
- Tarifit: ḥemm [ħem] adiós
- Ucraniano: нігті [ˈnʲiħtʲi] uñas

- Datos: Q920026